# Сковорово
Сковорово — деревня в Селижаровском районе Тверской области. Относится к Селищенскому сельскому поселению. До 2006 года входила в состав Дубровского сельского округа.
Расположена в 8 километрах к западу от районного центра Селижарово, в 3 км от посёлка Селище.
Население по переписи 2002 года — 2 человека.

## История
В 1919—20 годы деревня Сковорово в Дубровском сельсовете Сухошинской волости Осташковского уезда, в 1930-е годы в деревне 11 дворов. В 1940-е годы относилась к Волжанскому сельсовету Кировского района Калининской области.

## Известные люди
В деревне родился Главный маршал бронетанковых войск, Герой Советского Союза Павел Алексеевич Ротмистров (1901—1982).
В 1965 году в деревне родился Беляев Александр Николаевич (1965—1985), пограничник, участник боевых действий в Республике Афганистан. Посмертно награждён орденом Красной Звезды.